# زگانی
زگانی (به لاتین: Zegani) یک منطقهٔ مسکونی در گرجستان است که در ناحیه گاگرا واقع شده‌است. زگانی ۹۰ نفر جمعیت دارد و ۵۲۰ متر بالاتر از سطح دریا واقع شده‌است.